# Dang doi lai ming
Dang doi lai ming – hongkoński dramat wojenny w reżyserii Po-Chih Leonga, którego premiera odbyła się 2 listopada 1984 roku.
Film oraz jego obsada byli nominowani do nagród w 9 kategoriach i zdobyli nagrody w 3 kategoriach.

## Obsada
Źródło: Filmweb

- Shih Kien – Ha Chung-Sun
- Wu Ma – prezes Liu Yan-Mau
- Sai-Kit Yung – generał Kanezawa
- Cecilia Yip – Han Yuk Nam
- Paul Chun – sierżant Fa Wing
- Billy Lau – brygadzista w fabryce
- Ku Feng – Shui
- Chu Tau
- Chien Yu
- Alex Man – Wong Hak Keung
- Chow Yun Fat – Yip Kim Fay